# Diecezja Daru-Kiunga
Diecezja Daru-Kiunga – diecezja rzymskokatolicka w Papui-Nowej Gwinei. Powstała w 1959 jako prefektura apostolska wyspy Daru. W 1966 podniesiona do rangi diecezji. W 1987  otrzymała obecną nazwę.

## Biskupi ordynariusze
- Gérard-Joseph Deschamps, S.M.M. (1961–1999)
- Gilles Côté, S.M.M. (1999–2021)
- Joseph Durero S.V.D. (2021– )